# Gushichan Chōsei
Gushichan Ōji Chōsei (具志頭 王子 朝盛) (20 mai 1578 – 21 août 1610) aussi connu sous son nom de style chinois Shō Kō (尚 宏), est un lettré et sessei du royaume de Ryūkyū de 1589 à 1610.